# Судзукі Тошіо
Тошіо Судзукі (яп. 鈴木 敏夫, Toshio Suzuki) (народився 19 серпня 1948 року, в Наґоя, Префектура Айті, Японія) — головний продюсер і президент японської анімаційної студії Ghibli. Відомий як один з найуспішніших японських продюсерів. Мав касовий успіх у багатьох анімаційних фільмах студії Ghibli. Давній Колега Хаяо Міядзакі, зі слів якого було сказано: 
| «Як би не пан Судзукі, не було б студії Ghibli.» |

## Фільмографія

### Продюсер
- The Heroic Legend of Arslan(інші мови), 1991, Kadokawa Shoten
- Ще вчора — (おもひでぽろぽろ Omohide Poro Poro), 1991
- Porco Rosso — (紅の豚 Kurenai no Buta), 1992
- Ocean Waves(інші мови) — (海がきこえる Umi ga Kikoeru), 1993
- Pom Poko — (平成狸合戦ぽんぽこ Heisei Tanuki Gassen Ponpoko), 1994
- Whisper of the Heart — (耳をすませば Mimi wo Sumaseba), 1995
- On Your Mark(інші мови) — (オン・ユア・マーク On Yua Māku), 1995
- Принцеса Мононоке — (もののけ姫 Mononoke Hime), 1997
- Мої сусіди Ямада — (ホーホケキョとなりの山田くん Hōhokekyo Tonari no Yamada-kun), 1999
- Shiki-Jitsu(інші мови), 2000, Studio Kajino(інші мови)
- Spirited Away — (千と千尋の神隠し Sen to Chihiro no Kamikakushi), 2001
- Metropolis, 2001, Madhouse
- The Cat Returns — (猫の恩返し Neko no Ongaeshi) 2002
- Мандрівний замок Хаула — (ハウルの動く城 Hauru no Ugoku Shiro), 2004
- Innocence: Ghost in the Shell, 2004, Production I.G
- Сказання Земномор'я — (ゲド戦記 Gedo Senki), 2006
- Ponyo on the Cliff by the Sea — (崖の上のポニョ Gake no Ue no Ponyo), 2008
- The Secret World of Arrietty — (借りぐらしのアリエッティ Kari-gurashi no Arietti), 2010
- From Up on Poppy Hill(інші мови) — (コクリコ坂から Kokuriko-zaka kara), 2011
- The Wind Rises — (風立ちぬ Kaze Tachinu), 2013
- Казка про принцесу Каґую — (かぐや姫の物語 Kaguya-hime no Monogatari), 2013
- When Marnie Was There — (思い出のマーニー Omohide no Marnie), 2014

### Співпродюсер
- Kiki's Delivery Service — (魔女の宅急便 Majo no Takkyuubin), 1989

### Продакшн
- Nausicaä of the Valley of the Wind — (風の谷のナウシカ Kaze no Tani no Naushika), 1984, Topcraft
- Castle in the Sky — (天空の城ラピュタ Tenkuu no Shiro Rapyuta), 1986
- Grave of the Fireflies, 1988
- My Neighbor Totoro — (となりのトトロ Tonari no Totoro), 1987

### Інше
- Whisper of the Heart (1995) — у ролі друга Shirou Nishi
- Princess Mononoke (1997)
- Killers: .50 Woman (2003) — у ролі злісного продюсера
- Tachiguishi-Retsuden(інші мови) (2006) — у ролі Hiyashi Tanuki no Masa
- Ghiblies Episode 2(інші мови), 2002, (показувалося разом із The Cat Returns) дизайнер персонажів